# 山陰中央新報セールスセンター
株式会社山陰中央新報セールスセンター（さんいんちゅうおうしんぽうセールスセンター）は、島根県・鳥取県の山陰両県全域をカバーする新聞折込チラシ広告の取り扱い業務を中心に、山陰中央新報の普及業務、山陰中央新報等の新聞、生活情報応援紙りびえ～る、テレビ、ラジオ等を取り扱う総合広告代理業務など新聞関連を中心とした幅広い業務を手掛けている。また、松江市・出雲市ではチラシのポスティングも行っている。
山陰中央新報社の100％出資により1977年（昭和52年）に設立され、2017年3月に創立40周年を迎えた。

## 所在地
- 本社：島根県松江市嫁島町1番27号
- 浜田営業所：島根県浜田市下府町327番地11